# Yoanki Mencia
Yoanki Mencía (Sancti Spíritus, Cuba, 23 de septiembre de 1997) es un baloncestista cubano que actualmente juega en Club Basquet Coruña de la Primera FEB. Con 1,98 metros de altura, juega  como alero y ala-pívot.

## Trayectoria
Luego de haberse destacado como baloncestista en Cuba en los niveles juveniles y adultos jugando para los equipos de Sancti Spíritus (llegó incluso a participar del evento Baloncesto Sin Fronteras de 2015 en la República Dominicana y de 2016 en Canadá), en enero de 2017 se instaló en Argentina, luego de haber sido reclutado por el club Gimnasia y Esgrima de Comodoro Rivadavia.
Aunque originariamente fue asignado al equipo de la Liga de Desarrollo, meses después debutaría en la Liga Nacional de Básquet durante el inicio de la temporada 2016-17. Evolucionó rápidamente en sus primeras cuatro temporadas con el club patagónico, promediando 14,4 minutos de juego por partido. 
Con la temprana eliminación de Gimnasia y Esgrima de Comodoro Rivadavia al término de la temporada 2020-21, se incorporó como refuerzo a Ameghino de Villa María, equipo que militaba en La Liga Argentina, la competición correspondiente a la segunda categoría del baloncesto profesional del país.
Retornó con los patagónicos para disputar el  Torneo Súper 20 2021, en el que su equipo terminó como subcampeón. En la temporada 2021-22 pasó a jugar como titular en Gimnasia y Esgrima de Comodoro Rivadavia, consolidándose como uno de las piezas claves del plantel. Sin embargo su campaña consagratoria en el baloncesto argentino sería la temporada 2022-23, donde promedió 16,1 puntos, 7,6 rebotes y 1,6 asistencias por partido. Su equipo conquistó el Torneo Súper 20 2023 y él terminó siendo reconocido como el Mejor Extranjero y el MVP de esa temporada de la LNB.
Culminada la competición en la Argentina, Mencia migró hacia China para jugar en la segunda categoría profesional de ese país con el club Hunan Jinjian Rice.
El 6 de octubre de 2023, firma por el Casademont Zaragoza de la Liga Endesa.
El 1 de julio de 2025, firma por el Club Basquet Coruña de la Primera FEB.

## Selección nacional
Ha representado al seleccionado cubano en el Centrobasket 2016 promediando 1,8 puntos, 1,0 rebotes y 1,3 asistencias en 6 partidos. 
Fue convocado a la Clasificación de FIBA Américas para la Copa Mundial de Baloncesto de 2019 donde no lograron ninguna victoria tras haber disputado 6 partidos. Participa en la Clasificación de FIBA Américas para la Copa Mundial de Baloncesto de 2023.

### Participaciones con la selección
- Actualizado hasta el 24 de febrero de 2022.

| Torneo                        | Sede    | Resultado |
| ----------------------------- | ------- | --------- |
| Centrobasket 2016             | Panamá  | Sexto     |
| Clasificación al Mundial 2019 | América | Eliminado |
| Clasificación al Mundial 2023 | América | Eliminado |